# Sarazenenturm (Palmi)

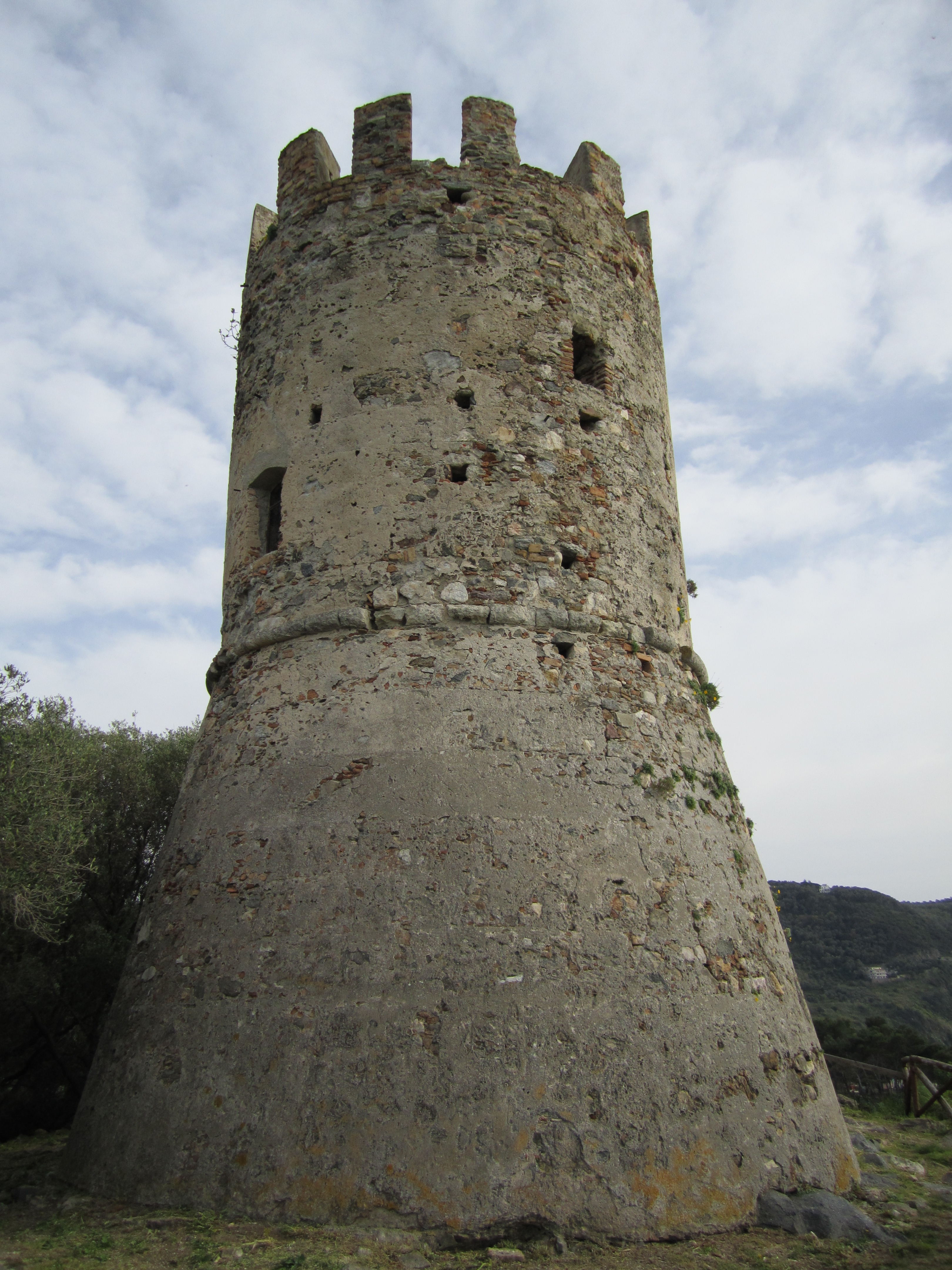
Sarazenenturm in Palmi

Der Sarazenenturm ist ein Sarazenenturm aus dem 16. Jahrhundert am höchsten Punkt der Ebene von Taurianum, in der Nähe einer Klippe über dem Strand von Lido di Palmi, beides Ortsteile von Palmi. Der Turm wurde 1565 errichtet und hieß früher „Torre di Pietrenere“ oder „Torre di Pietre Negre“, um ihn vom anderen Turm in Palmi namens Torre di San Francesco zu unterscheiden, der heute nicht mehr existiert.
Der Turm ist als Denkmal geschützt, und zwar per Notiz vom 16. August 1913 und vom 11. September 2011. Er ist Teil des Komplexes Parco Archeologico die Tauriani „Antonio de Salvo“.

## Geschichte
Im Jahre 1549 wurde Palmi von den Truppen des türkischen Korsaren Turgut Reis zerstört. In der Folge dieser Zerstörung beschloss der Herzog von Seminara, Karl II. Spinelli, der 1555 Lehensherr der Stadt geworden war, die „Terra di Palma“ wiederaufbauen und befestigen zu lassen. So beschloss er, zwei Küstenwachtürme errichten zu lassen. Einer davon hieß „Torre di San Francesco“ und lag an einem Ort, der heute noch „Torre“ heißt, und der andere, der in der Nähe der Kirche San Fantino errichtet wurde, wurde nach dem darunter liegenden Ankerplatz „Torre di Pietrenere“ genannt. Letzterer wurde, wie oben erwähnt, 1565 errichtet.
Nach einer Urkunde von 1747 wurde der Turm Eigentum von Bruno Ubaldo, also dem „Capitano proprietario della Reggia Torre delle Pietre Negre in giurisdizione della Città di Seminara“.
Am 16. August 1913 wurde ein Dekret zum Schutz des Turms herausgegeben. Seit dem 11. September 2011 ist der Turm Teil des Parco Archeologico die Tauriani „Antonio de Salvo“, der in der Folge von archäologischen Grabungen eingeweiht wurde, die 1995 auf dem benachbarten Gelände durchgeführt wurden und die Ruinen des antiken Taurianum ans Licht brachten.

## Beschreibung
Der Turm hat an der Basis einen Umfang von etwa 22 Metern, eine Breite von 8 Metern und eine Höhe von 15 Metern. Die Eingangstüre befindet sich auf einer Höhe von 7 Metern über dem Grund und führt zu einem Raum, der mit Schießscharten an der Umfassungsmauer ausgestattet ist. Die Baumaterialien sind Bruchstein und Mauerziegel.
Das einzige Fenster des Turms befindet sich in dem Teil, der zum Landesinneren zeigt; die Seite zum Meer ist ohne Öffnung, sodass die feindlichen Schiffe kein eventuell im Turm scheinendes Licht entdecken konnten.

## Bildergalerie

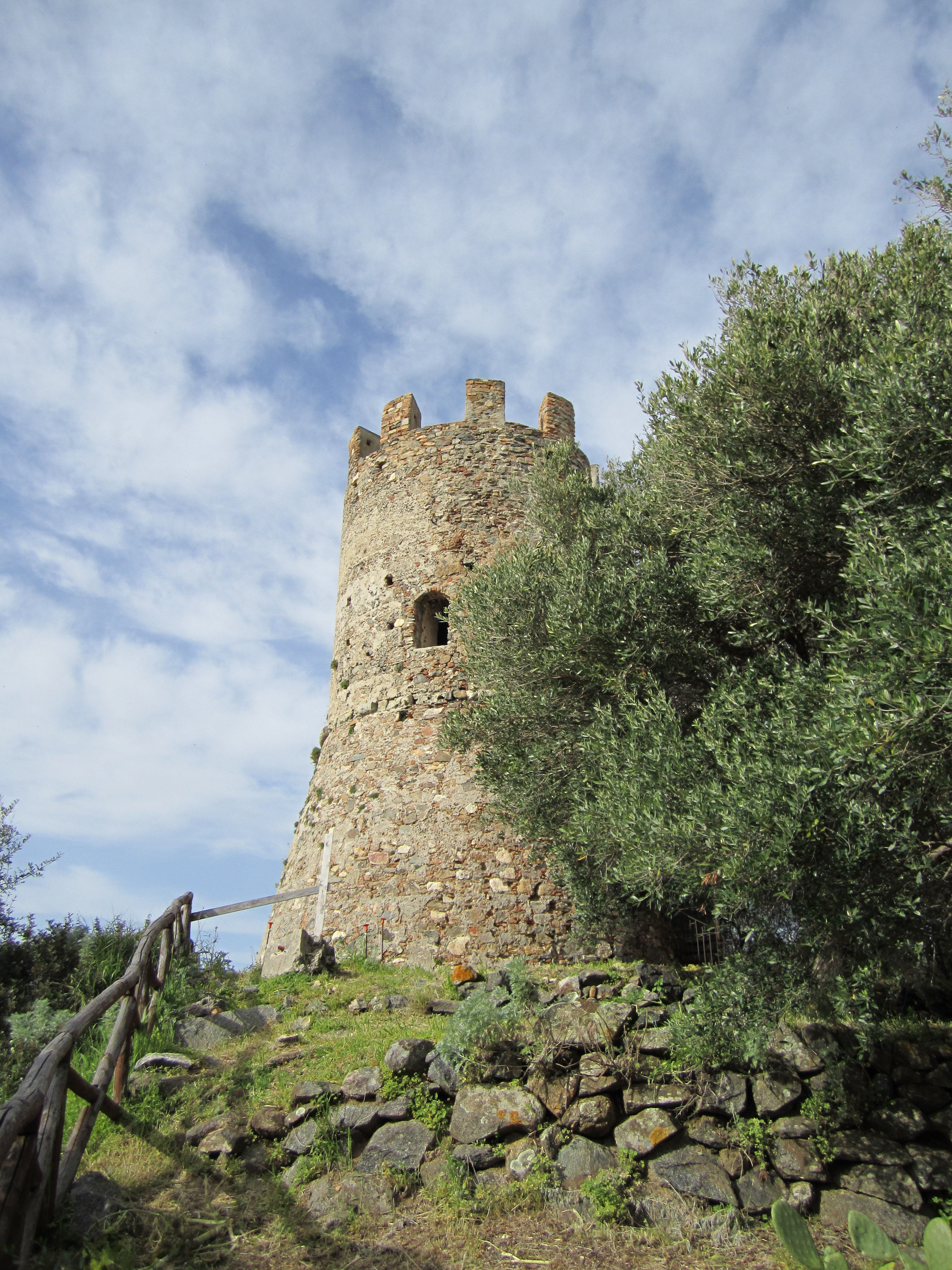
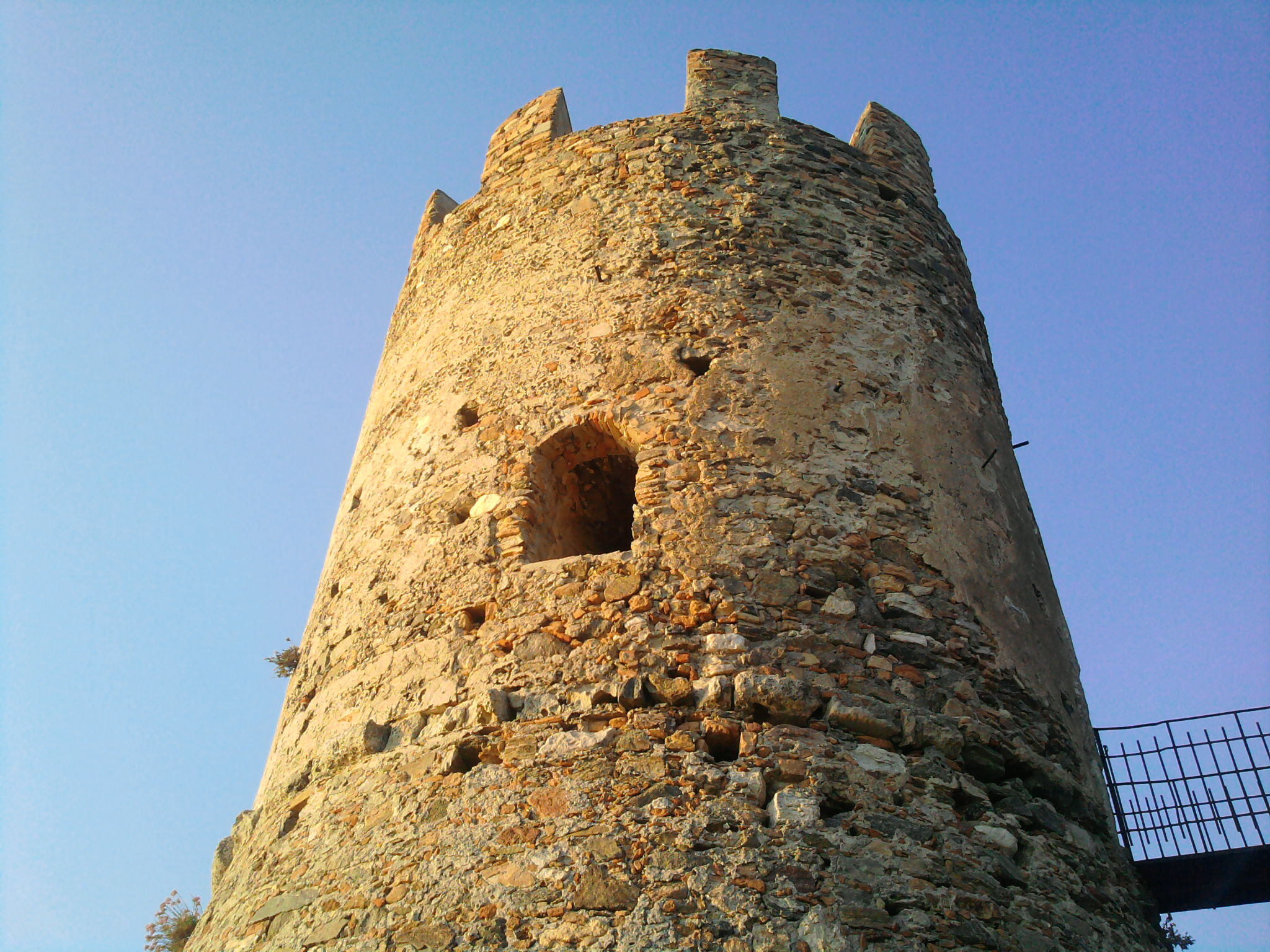
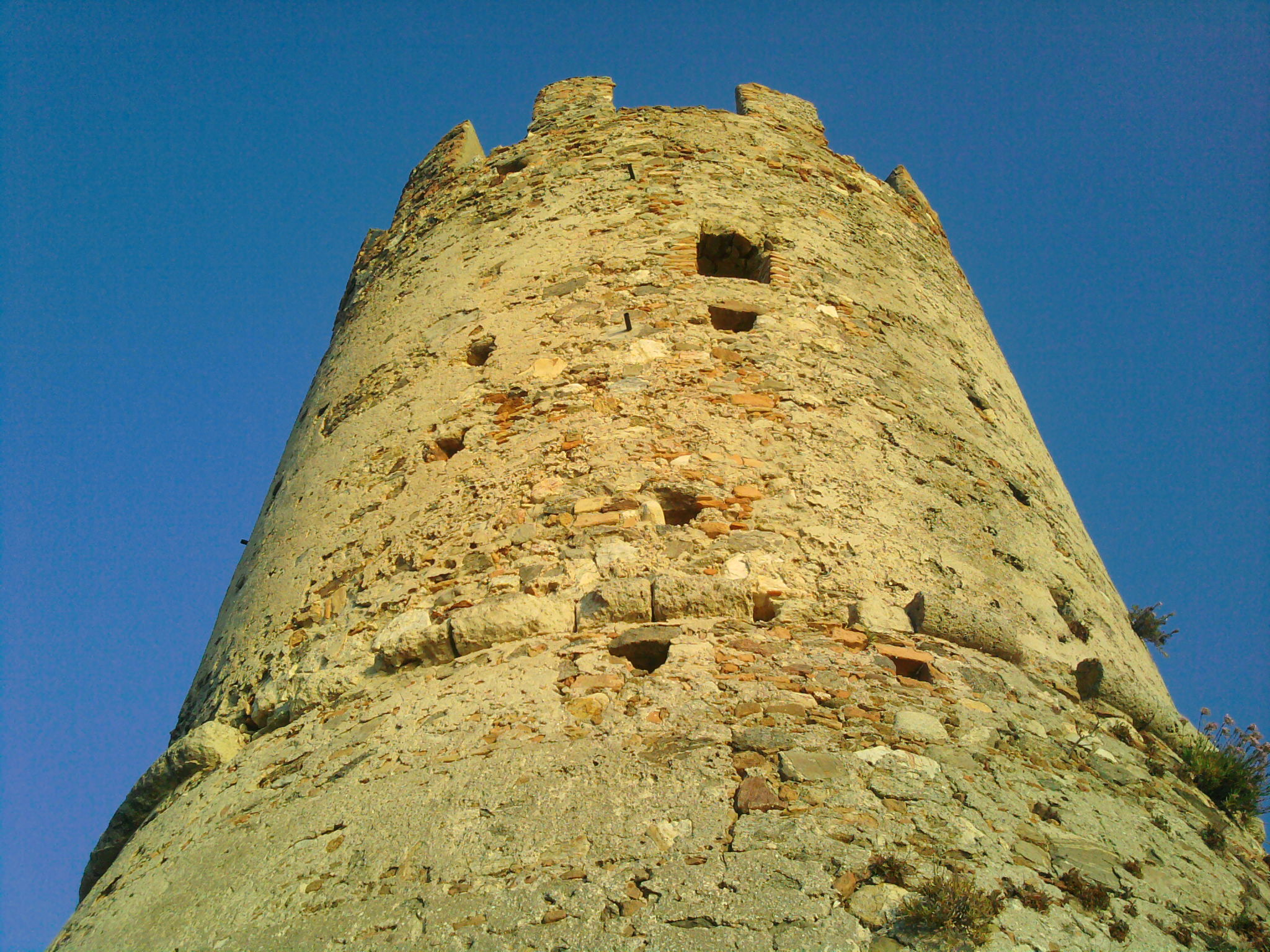
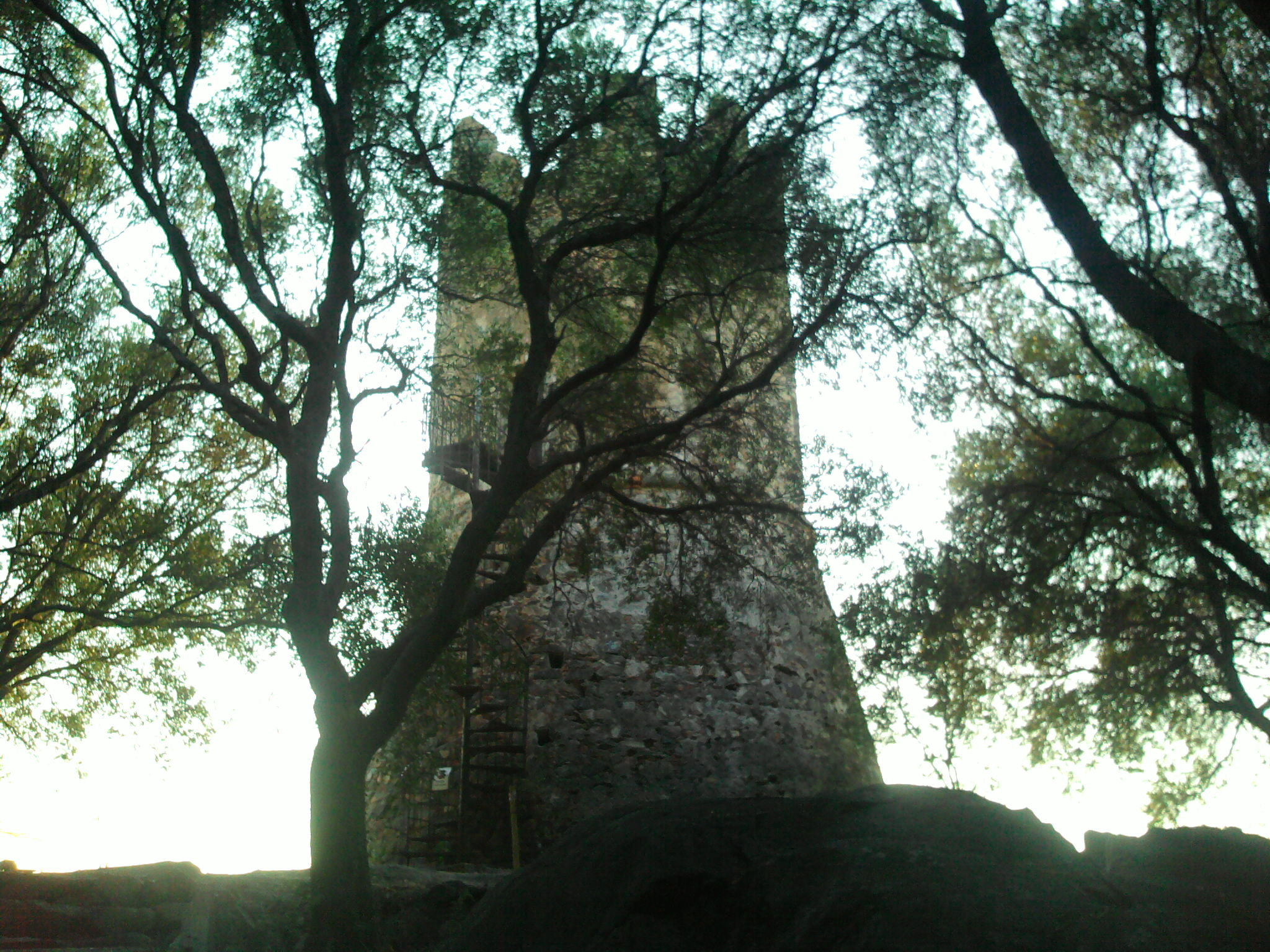